# Maule M-5
Maule M-5 je bilo ameriško štirisedežno športno letalo, ki ga je zasnoval Maule Aircraft Company. Razvit je bil na podlagi Maule M-4, ima pa M-5 boljše STOL sposobnosti. Prototip je prvič poletel leta 1971, v proizvodnjo je vstopil leta 1974.

## Različice
M-5-180C
Prva proizvodna verzija s 180 hp (134 kW) Lycoming O-360-C1F motorjev, zgrajenih vsaj 94 letal
M-5-200
Verzija s 200 hp (149 kW) motorjem, samo en zgrajen
M-5-210C Strata Rocket
180C s 210 hp (157 kW) Continental IO-360-D motorjem, 206 zgrajenih
M-5-210TC Lunar Rocker
210C s turbopoljnenim 210 hp (157 kW) Lycoming TO-360 motorjem, 10 zgrajenih
M-5-220C Lunar Rocket
210C s 220 hp (164 kW) Franklin 6A-350-C1 motorjem, 57 zgrajenih
M-5-235C Lunar Rocket
210C s 235 hp (175 kW) Lycoming O-540-J1A5D motorjem, vsaj 397 zgrajenih
M-6-235C Super Rocket
235C z večjim razponom krila, večjimi zakrilci in manjšimi krilci, 136 zgrajenih

## Specifikacije  (M-5-235C Strata Rocket)
- Posadka: 1
- Kapaciteta: 3 potniki
- Dolžina: 23 ft 6 in (7,16 m)
- Razpon kril: 30 ft 10 in (9,.40 m)
- Višina: 6 ft 2½ in (1,89 m)
- Površina kril: 157,90 ft2 (14,67 m2)
- Prazna teža: 1400 lb (635 kg)
- Gros teža: 2300 lb (1043 kg)
- Motor: 1 × Lycoming O-540-J1A5D 6-valjni protibatni motor, 235 KM (175 kW)

- Največja hitrost: 172 mph (277 km/h)
- Dolet: 550 milj (885 km)
- Višina leta (servisna): 20000 ft (6096 m)